# Drávatamási
Drávatamási là một thị trấn thuộc hạt Somogy, Hungary. Thị trấn này có diện tích 8,45 km², dân số năm 2010 là 376 người, mật độ 44 người/km².